# Monte Alegre (kommun i Brasilien, Rio Grande do Norte, lat -6,08, long -35,44)
Monte Alegre är en kommun i Brasilien.   Den ligger i delstaten Rio Grande do Norte, i den östra delen av landet, 1 700 km nordost om huvudstaden Brasília. Antalet invånare är 20 670.
Omgivningarna runt Monte Alegre är huvudsakligen savann. Runt Monte Alegre är det ganska tätbefolkat, med 104 invånare per kvadratkilometer.